# Linia kolejowa Genthin – Milow
Linia kolejowa Genthin – Milow – nieistniejąca linia kolejowa w Niemczech, łącząca dawniej Genthin w kraju związkowym Saksonia-Anhalt z Milowem w Brandenburgii.
Linia została zbudowana z inicjatywy Henninga von Armina. 27 października 1899 r. jej otwarcia dokonało przedsiębiorstwo Genthiner Eisenbahn AG.
1 stycznia 1947 r. linię przejęła firma Sächsischen Provinzbahnen GmbH, a następnie w 1949 r. przez Vereinigung Volkseigener Betriebe (VVB) podlegające pod Deutsche Reichsbahn.
23 września 1967 r. zawieszono ruch pasażerski między Genthinem i Milowem. Większość torowiska rozebrano, pozostawiając jedynie czterokilometrowy odcinek, który do 25 września 1971 r. służył jeszcze przewozowi towarowemu. Zachowany fragment linii jeszcze w 2010 r. wykorzystywano jako bocznicę.